# Molise
Molise je regija u južnoj Italiji koja je druga najmanja od svih talijanskih regija. Do 1963. je, zajedno s regijom Abruzzo, bila dio regije „Abruzzo i Molise”. Molise graniči s Abruzzom na sjeverozapadu, Lacijem na zapadu, Kampanijom na jugu i Apulijom na jugoistoku. Sjeveroistočni dio regije je na obali Jadranskog mora.

## Povijest
Područje današnje regije Molise naseljeno je već tisućama godina. Mnoge predrimske kulture ostavili su traga na ovom području, kao što su Samniti i Frentani. Nakon pada Zapadnog Rimskog Carstva 476. godine, ovo područje su 535. napali Goti, pa onda Langobardi 572. koji su je priključili Vojvodstvu Benevento. Kasnije počinje nemirno razdoblje saracenskih napada u kojima su 860. uništeni Isernia, Telese, Alife, Sepino, Boiano i Venafro.
U 16. stoljeću je Molise priključena Capitanati (Apulija), a 1806. postaje autonomna pokrajina unutar Abruzza.
U 19. stoljeću je za vrijeme tada novoosnovane Kraljevine Italije došlo do velikog siromaštva stanovništva što je izazvalo masovno preseljavanje u druga područje Italije i prekomorske zemlje.
Tijekom Drugog svjetskog rata u Campobassu je bila saveznička baza, a Kanađani su grad zvali "grad lista javora". Većina naselja u regiji je doživjela značajna razaranja tijekom rata, a jedan od rijetkih gradova koji su to izbjegli je grad Larino. Njegov povijesni centar je jedan od najvećih u južnoj Italiji. 
Molise je najmlađa talijanska regija koja je nastala 1963. godine, nakon što je regija „Abruzzo i Molise” (Abruzzi e Molise) podijeljena na dva dijela.

## Zemljopis
Reljef regije je većinom planinski (55,3% teritorija) i brežuljkast (44,7% teritorija). Planinsko područje nalazi se uz Kampanijske Apenine. Monti della Meta (2241 m) je točka gdje se dodiru Molise, Abruzzo i Lacij. Planine Matese nalaze se uz granicu s Kampanijom, a njihov najviši vrh je Miletto (2050 m). Istočno podapeninsko područje koje se prostire do mora je brežuljkasto.
U regiji vlada polukontinentalna klima s hladnim zimama i vrućim ljetima. Klima na obali je ugodna, ali što se više ulazi u brdovitu unutrašnjost temperatura pada. Tijekom zime Campobasso je jedan od najhladnijih gradova u Italiji.
Molise ima 38 km dugu obalu na Jadranskom moru. Obala je većinom niska i pjeskovita. Glavne rijeke u regiji su Trigno na granici s Abruzzom i Biferno čiji je izvor u Bojanu.
Na području regije prostire se dio Nacionalnog parka Abruzza, Lacija i Molise.

### Politička podjela
Glavni grad regije je Campobasso. 
Regija je podijeljena u dvije pokrajine: Campobasso i Isernia.
Još neki važniji gradovi su: Termoli, Larino, Casacalenda, Montorio, Montelongo, Ururi i Campomarino.

## Gospodarstvo
Ova tablica prikazuje ukupni BDP i BDP po stanovniku, u regiji Molise od 2000. do 2006. godine:
|                                | 2000.    | 2001.    | 2002.    | 2003.    | 2004.    | 2005.    | 2006.    |
| ------------------------------ | -------- | -------- | -------- | -------- | -------- | -------- | -------- |
| Ukupni BDP (u milijunima eura) | 4.930,7  | 5.131,3  | 5.280,5  | 5.337,7  | 5.563,9  | 5.783,5  | 5.958,7  |
| BDP p/c (u eurima)             | 15.308,1 | 15.985,5 | 16.460,3 | 16.607,7 | 17.290,0 | 17.994,6 | 18.591,9 |

## Stanovništvo
Godine 2006. u regiji je rođeno 2.461 (7,7‰) stanovnika, a umrlo ih je 3.599 (11,2‰), što je prirodni priraštaj od -1.138 u usporedbi s 2005. godinom (-3,5‰). Obitelji se sastoje od prosječno 2,6 člana. 31. prosinca 2006. u regiji je živjelo 320.074 stanovnika od čega 4.834 stranaca (1,5%).
U regiji žive dvije etničke manjine:
- moliški Hrvati - oko 2500 ljudi koji govore moliški hrvatski, temeljen na zapadnom dijalektu štokavskoga narječja.
- moliški Albanci - koji govore starim dijalektom albanskog, vrlo različitim od današnjeg albanskog jezika. Moliški Albanci su uglavnom pravoslavci.

Moliški Hrvati uglavnom žive u selima Kruč (Acquaviva Collecroce), Štifilić (San Felice del Molise) i Mundimitar (Montemitro).
Moliški Albanci uglavnom žive u mjestima Campomarino (Këmarini ili Kemarini), Ururi (Ruri ili Rùri), Portocannone (Porkanuni ili Portkanùn) i Montecilfone (Munxhufuni ili Munçifuni).

## Sport
Glavni sportski objekti u regiji su Stadio Nuovo Romagnoli u Campobassu i Stadio Gino Cannarsa u Termoliju. Neki od nogometnih klubova regije su Polisportiva Nuovo Campobasso Calcio, F.C. Isernia i U.S. Termoli.

## Vanjske poveznice
- (tal.) Službene stranice regije Molise  Arhivirana inačica izvorne stranice od 2. travnja 2002. (Wayback Machine)
- (tal.) Vrijeme u regiji